# Himantolophus brevirostris
Himantolophus brevirostris är en fiskart som först beskrevs av Regan 1925.  Himantolophus brevirostris ingår i släktet Himantolophus och familjen Himantolophidae. Inga underarter finns listade i Catalogue of Life.